# 628
Cette page concerne l'année 628  du calendrier julien. Pour l'année 628 av. J.-C., voir 628 av. J.-C.
L'année 628 est une année bissextile qui commence un vendredi.

## Événements
- 6 janvier : l'empereur d'Orient Héraclius ne prend pas Ctésiphon trop bien défendue mais pille la résidence royale de Dastagerd[1], puis bat en retraite dans le Zagros vers Ganzaca qu'il atteint le 11 mars[2].
- 24 février : le roi de Perse Khosro II est renversé et jeté en prison par son fils Kavadh
- 25 février : Kavadh (Shiraw) fait assassiner son père Khosro II, monte sur le trône et demande la paix à Byzance[1].
- Mars : pacte d'al Hudaibiya. Mahomet obtient des Quourayshites de La Mecque une trêve de 10 ans et l’autorisation d’assister au pèlerinage de l’année suivante[3]. Des relations diplomatiques sont établies avec Ctésiphon, Constantinople, le Négus d’Éthiopie et le gouverneur d’Égypte[4].
- Mai : expéditions des musulmans contre les tribus juives de Khaïbar et de Fadak[5].
- 3 avril : Héraclius reçoit l'ambassadeur perse chargé de demander la paix, puis repart vers l'Arménie.
- 15 mai : la nouvelle de la victoire d'Héraclius arrive à Constantinople[1].
- Septembre : Héraclius rentre triomphant à Constantinople[6].
- Octobre : Ardachîr III, âgé de sept ans, devient roi de Perse à la mort de Kavadh II[6].

- Bataille de Cirencester entre Penda de Mercie et le roi du Wessex Cynegils et de son fils Cwichelm. Elle se conclut par un traité et le territoire des Hwicce passe sous son protectorat[7].

- Bataille de Khaybar qui opposé, lors de la septième année de l'Hégire (628-629), le prophète Mahomet et ses fidèles musulmans aux Juifs vivant dans l'oasis de Khaybar.

## Décès en 628
- 22 janvier : Théodelinde de Bavière (ou 627).
- 25 février : Khosro II.
- 15 avril : Suiko Tennō, impératrice du Japon[8].
- Octobre : Kavadh II.